# Arlequin et femme au collier
Arlequin et femme au collier est un tableau peint par Pablo Picasso en 1917 à Rome. Cette huile sur toile cubiste représente un arlequin et une femme portant un collier. Elle est conservée au musée national d'Art moderne, à Paris.

## Expositions
- Le Cubisme, Centre national d'art et de culture Georges-Pompidou, Paris, 2018-2019.